# Alexander Henningsson
Alexander Henningsson (sinh ngày 4 tháng 5 năm 1990) là một cầu thủ bóng đá người Thụy Điển thi đấu cho IFK Värnamo.